# Harald Graef
Harald Graef (* 4. April 1942 in Frankfurt am Main) ist ein deutscher Jurist und Richter.

## Leben
Graef ist Sohn eines Konzertpianisten und einer Professorin im Fach Geige. Nach dem Studium der Rechtswissenschaft und den Staatsexamina wurde er 1973 Richter am Amtsgericht Frankfurt am Main, 1974 am Landgericht Frankfurt am Main, dann 1979 am Verwaltungsgericht Frankfurt am Main. Im Jahr 1981 erfolgte seine Ernennung zum Richter am Verwaltungsgerichtshof Kassel.
Graef wurde vom hessischen Justizminister Karl-Heinz Koch damit beauftragt, den Umbau des Thüringer Rechtssystem zu unterstützen. Noch in der DDR wurde er 1990 vom Justizministerium der Deutschen Demokratischen Republik zum Oberrichter am Bezirksgericht Erfurt berufen. Im Oktober 1990, als das Bezirksgericht zum Landgericht Erfurt umgewandelt wurde, erhielt er den Vorsitz des Senats für Verwaltungssachen. Am Ende des Jahres 1990 wurde Graef damit beauftragt die politischen Urteile der Justiz der DDR auf deren Vereinbarkeit mit dem Grundgesetz zu überprüfen, dabei hob er mehr als 500 Urteile im ehemaligen Bezirk Erfurt auf. 1992 wechselte Greaf vom hessischen in den thüringischen Justizdienst und 1993 wurde er zum Vizepräsident des Thüringer Oberverwaltungsgerichts ernannt. Außerdem unterrichtete er Baurecht an der Universität Jena.
Graef wurde 2000 Mitglied des Thüringer Verfassungsgerichtshofs, 2005 Präsident des Gerichtshofs, bevor er 2010 altersbedingt ausschied. Bereits 2007 wurde er als Vizepräsident des Oberverwaltungsgerichts pensioniert.

## Publikationen (Auswahl)
- mit Johannes Ohr und Reinhart Riecker: Das Prozessformular: mit Erläuterungen für Ausbildung und Praxis, Vahlen, München 1977, ISBN 3-8006-0641-0.
- mit Jens Meissner: Das Baurecht in Thüringen: mit ergänzenden Erläuterungen, Loseblattsammlung, Deutscher Gemeindeverlag, Erfurt 1993, ISBN 978-3-555-56010-6.
- Thüringer Verwaltungszustellungs- und Vollstreckungsgesetz: Kommentar mit praktischen Beispielen im Anhang, Deutscher Gemeindeverlag, Erfurt 1995, ISBN 978-3-555-56009-0.